# Stora Tuna landsfiskalsdistrikt
Stora Tuna landsfiskalsdistrikt var 1929-1957 ett landsfiskalsdistrikt i Kopparbergs län, bildat den 1 april 1929 (enligt beslut den 1 februari 1929) genom omorganiseringen av de tidigare landsfiskalsdistrikten Stora Tuna Ovanbrodel och Stora Tuna Utombrodel. Den 1 juli 1957 (enligt beslut den 6 juni 1957) upphörde distriktet då det uppgick i det utökade Borlänge landsfiskalsdistrikt, där det skulle finnas två landsfiskaler med stationeringsorten Borlänge: en polischef och åklagare samt en utmätningsman.
Landsfiskalsdistriktet låg under länsstyrelsen i Kopparbergs län.

## Ingående områden
När Sveriges nya indelning i landsfiskalsdistrikt trädde i kraft den 1 oktober 1941 (enligt kungörelsen den 28 juni 1941) tillfördes kommunerna Gustafs, Silvberg och Torsång från det upplösta Torsångs landsfiskalsdistrikt. När Sveriges nya indelning i landsfiskalsdistrikt trädde i kraft den 1 januari 1952 (enligt kungörelsen 1 juni 1951) ändrades inte distriktets omfattning, men kommunen Silvberg och Torsång inkorporerades samtidigt genom kommunreformen 1952 i grannkommunerna Gustafs och Stora Tuna.

### Från 1 april 1929
- Stora Tuna landskommun

### Från 1 oktober 1941
- Gustafs landskommun
- Silvbergs landskommun
- Stora Tuna landskommun
- Torsångs landskommun

### Från 1 januari 1952
- Gustafs landskommun
- Stora Tuna landskommun